# Eggen (Gestratz)
Eggen (westallgäuerisch: Ekə) ist ein Gemeindeteil der Gemeinde Gestratz im bayerisch-schwäbischen Landkreis Lindau (Bodensee).

## Geographie
Die Einöde liegt circa 2,5 Kilometer östlich des Hauptorts Gestratz und zählt zur Region Westallgäu.

## Geschichte
Eggen wurde erstmals urkundlich im Jahr 1427 mit Hans Egger ab den Eggen erwähnt. Der Ortsname leitet sich vom mittelhochdeutschen Wort egge für Spitze, Ende einer Sache, ab. 1818 wurde zwei Wohngebäude im Ort bekundet.

### Schloss Eggen
Südöstlich des Ortes befand sich die Burg bzw. das Schloss Eggen. 1614 ging die Burg durch einen Tausch an den Pfarrer Joh. Tunherr aus Möggers. Ab 1618 diente die Burg als Sommerresidenz der Äbte des Klosters Isny. Um 1730 ließ Isny das Schloss Eggen auf dem Burgareal errichten, das im Jahr 1823 abgebrochen wurde.

## Baudenkmäler
Siehe: Liste der Baudenkmäler in Eggen